# Åse Idland
Åse Idland (* 2. April 1973 in Figgjo) ist eine frühere norwegische Biathletin.
Åse Idland lebt in Figgjo und startete für Figgjo Idrettslag. Sie begann 1983 mit dem Biathlonsport. Seit der Saison 1989/90 nahm sie am Biathlon-Weltcup teil. Bestes Resultat in der höchsten Rennserie wurde ein 1992 zum Auftakt der Saison 1992/93 in Pokljuka erreichter sechster Rang in einem Einzel. In den Saisonen 1992/93 und 1993/94 wurde sie jeweils 19. der Gesamtwertung des Weltcups. Erstes Großereignis wurden die Olympischen Winterspiele 1992 in Albertville, bei denen die Norwegerin den 27. Platz im Einzel erreichte. Bei den Biathlon-Weltmeisterschaften 1993 in Borowez kam sie auf die Ränge 36 im Einzel, 20 im Sprint, mit Annette Sikveland, Anne Elvebakk und Hildegunn Fossen Neunte im Staffelrennen und verpasste an der Seite von diesen Dreien im Mannschaftsrennen als Viertplatzierte knapp eine Medaille. Letztes Großereignis wurden die Biathlon-Weltmeisterschaften 1994 in Canmore, wo die nichtolympischen Rennen ausgetragen wurden. Dort gewann sie mit Ann Elen Skjelbreid, Sikveland und Fossen hinter der Vertretung aus Belarus die Silbermedaille. Die Olympischen Winterspiele 1994 im heimischen Lillehammer verpasste Idland. Es dauerte bis 1999, dass sie in Ischewsk bei den Biathlon-Europameisterschaften nochmals bei einem Großereignis zum Einsatz kam und mit Arna Kolltveit, Ann Helen Grande und Borghild Ouren im Staffelrennen die Bronzemedaille hinter Russland und Polen gewann. National gewann sie zwischen 1990 und 1997 sechs Medaillen bei norwegischen Meisterschaften, darunter 1993 in Brumunddal und Hattfjelldal die Titel im Sprintrennen und mit der Staffel.

## Weltcup-Platzierungen
Die Tabelle zeigt alle Platzierungen (je nach Austragungsjahr einschließlich Olympische Spiele und Weltmeisterschaften).
- 1.–3. Platz: Anzahl der Podiumsplatzierungen
- Top 10: Anzahl der Platzierungen unter den ersten zehn (einschließlich Podium)
- Punkteränge: Anzahl der Platzierungen innerhalb der Punkteränge (einschließlich Podium und Top 10)
- Starts: Anzahl gelaufener Rennen in der jeweiligen Disziplin
- Staffel: inklusive Mixed-Staffel

| Platzierung                               | Einzel | Sprint | Verfolgung | Massenstart | Team | Staffel | Gesamt |
| ----------------------------------------- | ------ | ------ | ---------- | ----------- | ---- | ------- | ------ |
| 1. Platz                                  |        |        |            |             |      |         |        |
| 2. Platz                                  |        |        |            |             | 1    |         | 1      |
| 3. Platz                                  |        |        |            |             |      |         |        |
| Top 10                                    | 1      | 3      |            |             | 2    | 1       | 7      |
| Punkteränge                               | 5      | 12     | 2          |             | 2    | 1       | 22     |
| Starts                                    | 15     | 16     | 4          |             | 2    | 1       | 38     |
| Stand: Karriereende, Daten nicht komplett |        |        |            |             |      |         |        |